# Luigino Fornasier
Luigino Fornasier (* 14. Dezember 1982 in Belluno) ist ein ehemaliger italienischer Grasskiläufer. Er gehörte von 1998 bis 2004 dem italienischen Grasski-Nationalkader an und wurde 2002 Juniorenweltmeister im Riesenslalom.

## Karriere
Fornasier wurde 1998 in den italienischen Grasski-Nationalkader aufgenommen. Seine größten Erfolge feierte er bei den Juniorenweltmeisterschaften der Jahre 2001 und 2002. 2001 erreichte er in Bursa den zweiten Platz im Slalom und 2002 wurde er in Nové Město na Moravě Juniorenweltmeister im Riesenslalom und Zweiter im Super-G. Bei Weltmeisterschaften in der Allgemeinen Klasse war sein einziges Resultat der 17. Platz im Super-G der Weltmeisterschaft 2003. Bei den Italienischen Meisterschaften fuhr Fornasier zweimal auf das Podest: 2002 wurde er in Forni di Sopra Dritter im Super-G und 2003 erreichte er in Lanzo d’Intelvi Platz zwei im Riesenslalom. Bis 2004 nahm Fornasier an Weltcuprennen teil. Seine besten Platzierungen im Gesamtweltcup waren Platz 20 in der Saison 2002 und Rang 25 in der Saison 2003.

## Erfolge

### Weltmeisterschaften
- Castione della Presolana 2003: 17. Super-G

### Juniorenweltmeisterschaften
- Forni di Sopra 1999: 12. Super-G
- Nakoyama 2000: 4. Super-G, 6. Riesenslalom, 13. Slalom
- Bursa 2001: 2. Slalom, 4. Riesenslalom, 7. Super-G
- Nové Město na Moravě 2002: 1. Riesenslalom, 2. Super-G

### Weltcup
- Beste Platzierung im Gesamtweltcup: 20. Rang in der Saison 2002